# Management d'équipe
 (décembre 2020).
Si vous disposez d'ouvrages ou d'articles de référence ou si vous connaissez des sites web de qualité traitant du thème abordé ici, merci de compléter l'article en donnant les références utiles à sa vérifiabilité et en les liant à la section « Notes et références ».
Le management d'équipe est le management interpersonnel exercé par le responsable d'un groupe de 5 à 50 salariés. Cette équipe peut être une équipe de direction. On utilise aussi parfois le terme de management de proximité. Il variera profondément selon la culture d'entreprise, qui peut être hiérarchique ou imprégnée des approches de gouvernance partagée.
La même théorie peut s’appeler Management situationnel pour un auteur et Leader situationnel pour un autre. Robert Blake et Jane Mouton ont utilisé l'expression « Grid », grille du management à l'origine puis grille du leadership.
Il fait partie du comportement organisationnel, et mobilise ses techniques  et concepts : approche situationnelle, dynamique de groupe, team building, coaching d'équipe

## L'objectif du management d'équipe
Concrètement, l’enjeu du manager à l’encontre de son équipe est que celle-ci soit la plus efficace possible dans le but d’obtenir un avantage concurrentiel. Pour cela le manager doit susciter la créativité de son équipe afin d’aboutir à de nouvelles innovations. 
Selon Mintzberg (1973) on rencontre les managers qui peuvent avoir plusieurs rôles. 
Cela peut être un rôle interpersonnel qui correspond à la situation dans laquelle le dirigeant est considéré comme un symbole, il représente l’organisation et a un rôle d’agent intermédiaire avec le monde extérieur. Il se doit de donner du sens et de créer les conditions utiles à la motivation des membres de son son équipe. 
Le rôle du manager peut aussi être lié à l’information. Dans ce cas de figure, il a un rôle d’observateur actif de l’organisation dont la mission est de transmettre les informations reçues au préalable directement aux agents concernés.
Enfin, le rôle du manager peut être décisionnel. Il possède alors un rôle très actif dans l’organisation en prenant des initiatives, des décisions et en agissant face aux situations.

## Les différents types de management
Le style de management connaît des évolutions, ainsi le manager peut adopter plusieurs styles de management dans le but d’être plus efficace. Cependant il faut tout de même que le manager adapte son style de management selon l’interlocuteur auquel il s’adresse. 
On distingue 4 grandes tendances de management : 

### Le management directif
Il s'agit d’un style de management autoritaire avec lequel le manager met en avant son autorité et sa supériorité hiérarchique. Le manager va donc être assez strict en ce qui concerne différents éléments comme les horaires, l’absentéisme ainsi que le respect de la hiérarchie. Dans le cas du management direct, les collaborateurs ne sont pas libres de réaliser leur travail comme ils l’entendent. Le management direct est un style qui porte ses fruits et qui correspond surtout aux personnes ayant le besoin d’être encadré pour travailler. Ce management est très efficace en termes de productivité, les rendements des salariés étant contrôlés.
Cependant ce style de management ne présente pas que des avantages. En effet pour les collaborateurs qui n’ont pas forcément la nécessité d’être encadré pour bien faire leur travail, ce style de management peut être source de stress et de surmenage

### Le management persuasif ou informatif
Le management persuasif ou informatif correspond à un type de management qui est très porté sur l’échange. Ainsi, le manager va être présent dans le cadre de prises de décision et va avoir pour objectif de donner des objectifs à son équipe tout en leur faisant relever sans cesse de nouveaux défis. Le manager persuasif est proche de son équipe et saura les convaincre, ainsi son équipe sera imposée et aura toujours des solutions à proposer. Le manager aura toujours le dernier mot face aux propositions de son équipe.  

### Le management délégatif ou consultatif
Le management délégatif ou consultatif est un type de management qui favorise la prise d’initiatives. Le manager accorde beaucoup voir toute sa confiance à ses collègues en déléguant son travail. Cependant le manager réalise tout de même un contrôle ponctuel sur les différents travaux réalisés par  son équipe. L’objectif principal de ce type de management sont les résultats. Pour pouvoir réaliser son objectif le management doit connaître son équipe et bien savoir à qui déléguer telle ou telle mission afin qu’elle soit réussie. 

### Le management collaboratif ou transversal
Il s’agit ici d’une méthode assez récente de management et la plus ouverte des quatre présentées ici. On fait souvent à faire à ce style de management dans les Start-up ainsi que dans les jeunes entreprises. Ce style de management peut être qualifié de “flat hierarchy” ce qui signifie une hiérarchie aplanie. Cela sous-entend que le manager est sur le même pied d’égalité que son équipe. Les collaborateurs sont d’ailleurs très présents dans la vie de l’équipe et dans les prises de décisions. L’avantage de ce style de management est qu’il favorise l’épanouissement, le bien-être des salariés mais aussi la flexibilité avec la possibilité pour l’équipe de travailler via le télétravail ou bien d’avoir des horaires plus souples. 

## Les compétences du manager
- Ce sont des compétences communicationnelles, il faut savoir s’exprimer.
- Savoir comprendre un système et savoir le combiner, savoir les variables et les conséquences de ses variables.
- Un manager n’est pertinent que s' il a une connaissance de son secteur, il doit avoir une expérience de vie sur ce secteur.
- Attention tout le monde ne peut pas devenir manager, cela dépend de la personnalité des individus.

## Le bon management d'une équipe
Dans un premier temps, l’une des caractéristiques fondamentales pour bien manager son équipe est d’établir un climat de confiance. Grâce à ce sentiment de confiance, l’individu appartenant à un groupe peut se reposer sur les dires et les actions des autres membres du groupe sans remettre en cause leur intégrité.
On peut distinguer deux types de confiance : 
D’une part, la confiance de l’équipe envers son manager qui reflète la vision du groupe vis-à-vis du manager face à ses capacités à les faire atteindre un objectif commun. Dans cette situation, il est surtout question de leadership et de style de management. Dans l’optique de créer de la confiance, le manager se doit d’instaurer ce sentiment grâce à certains principes : 
- Être transparent et honnête : si le manager cache des informations à l’équipe et que celle-ci les découvre, la confiance sera alors rompue.
- Respecter ses engagements
- Être clair dans les objectifs attendus
- Rester cohérent entre les propos et les actes
- Développer l’autonomie des collaborateurs
- Écouter et accepter de recevoir des feedbacks
- Donner des feedbacks

D’autre part, la confiance entre les membres de l’équipe. Dans ce cas, il est surtout question de la capacité de ce groupe à écouter et accepter les divergences d’opinions de chacun. Cette notion de confiance est fondamentale dans un groupe, car dans le cas où l’un des membres de l’équipe n’a plus confiance, l’objectif personnelle va alors prendre le dessus sur l’objectif commun. On assiste alors de la part de l’employé à un phénomène de repli sur soi ou d’individualisation. 

## Quelles sont les clés pour un management d’équipe efficace?
Dans le but d’amener son équipe à être le plus efficace possible, le manager doit posséder des compétences et des aptitudes significatives.
Dans un premier temps, il doit avoir la capacité d’organiser et de prévoir. En effet, il doit être capable d’organiser son travail mais aussi de prévoir lors d’imprévus. 
Le manager doit savoir communiquer. La communication est très importante dans une équipe, elle correspond à la base de toute relation saine. Le rôle du manager est alors d’énoncer clairement ses attentes mais aussi d’écouter les employés quant à leurs idées, besoins, propositions. 
De plus, le manager doit savoir motiver son équipe, la motivation doit être maximale chez ses collaborateurs et il se doit d’être capable de détecter les signes de démotivation. Pour éviter ce cas de figure, le manager doit garder en tête que la motivation se caractérise différemment selon le collaborateur. C’est pourquoi il doit pouvoir s’adapter suivant le collaborateur.
Une autre aptitude du manager est la valorisation de son équipe, et notamment en ce qui concerne le travail effectué, les efforts fournis ainsi que les talents et compétences mis en pratique pour réaliser le travail. Le but de la valorisation est de donner un sens aux missions individuelles et collectives.
Le manager doit aussi se montrer authentique. En effet, il faut qu’il soit soi-même et à la fois qu’il respecte les valeurs et les pratiques de l’entreprise. Ainsi, en étant vrai, le manager tisse des liens entre son équipe et instaure un climat de confiance avec et entre ses collaborateurs.
La capacité de savoir souder une équipe est essentielle chez un manager, en effet, la réalisation des projets est directement affectée si l’équipe n’est pas soudée. Le rôle du manager est ainsi de développer la cohésion d'équipe, la coopération et l'intelligence collective.
Finalement, le manager doit savoir gérer les conflits et les changements. En ce qui concerne les conflits, il devra repérer les signes au sein de l’équipe et agir en conséquences suivant le motif des tensions. Pour ce qui est des changements, il s’agit d’un processus qui nécessite un accompagnement et celui-ci doit être adapté selon l’employé. Le manager en fonction de la personnalité de l’employé devra adapter son mode de management et son accompagnement.

## Comment lier l’amélioration du bien-être et l’efficacité du travail?
Selon Jean Pierre Brun les managers doivent intégrer 7 pièces manquantes au management.

### Témoigner de la reconnaissance
Il s’agit de la pratique ayant pour objectif de faire part de manière authentique et constructive de son appréciation notamment envers la façon dont un employé effectue son travail et de quelle manière il le réalise. Cela sous-entend quels sont les efforts et quelles est l’énergie mise en œuvre par l’employé pour entreprendre le travail demandé et quels sont les résultats qui en découlent? Le manager se doit aussi de témoigner à l’employé de la reconnaissance envers ce qu’il apporte à l’entreprise mais aussi envers la façon dont l’individu est en tant qu’être humain. 

### Le soutien social
Le manager, dans la situation où l’un de ses employés rencontre des difficultés que ce soit émotionnelles ou dans la résolution de problèmes, se doit de se montrer présent et disponible pour celui-ci dans l’optique de l’aider, de le conseiller ou bien de l’assister. 

### Le respect
Le respect est le sentiment accordé à quelqu’un en raison de la valeur qu’on lui reconnaît. Ce sentiment comprend ainsi une relation positive et constructive avec la personne concernée. Dans le domaine du travail, ce sentiment facilite la collaboration et le développement de relations durables. 

### La conciliation travail et vie personnelle
On entend par la conciliation entre ces deux domaines, que dans le cas d’une amélioration de l’un , cela engendre des bénéfices qui entraînent une amélioration sur l’autre domaine. 

### La charge de travail
La charge de travail se décompose en deux parties. On trouve d’un côté ce qui est demandé à l’employé et de l’autre le ressenti de celui-ci vis-à-vis du travail demandé. Le cumul des deux aboutit à ce qui est réellement effectué et peut affecter négativement l’employé, ce qui donc à une incidence sur l’efficacité de l’entreprise. 

### La participation aux décisions
Cette participation est importante dans la définition des travaux à réaliser ainsi que dans la capacité qu’a un employé à influer sur le niveau de responsabilité. Elle permet aussi de développer les capacités et la créativité de celui-ci. 

### La clarté du rôle
Sans une définition claire et lors d'ambiguïté concernant le rôle qu’a un employé, des conflits surviennent. Ces conflits ont eux aussi des impacts négatifs à la fois sur l’employé lui-même mais aussi sur l’efficacité de l’entreprise, les deux étant liés. 

## Les attitudes du manager
Le manager va avoir des attitudes différentes avec une équipe. 
Premièrement, la mission principale du manager va être de veiller au bien-être de son équipe. Afin de motiver les équipes, il doit mettre à disposition de ses salariés une récompense afin de les motiver à donner le meilleur d’eux-mêmes jusqu’au bout de leur mission. Afin de maintenir la motivation, il va mettre en place des prix tout au long de leur carrière et non pas une fois dans l’année afin d’éviter un relâchement après une récompense. Le manager devrait faire en sorte de donner une récompense à ses employés seulement si le devoir accompli est de qualité. Il devrait juger la qualité et non la quantité afin d’éviter les recrutements de mauvaises qualités. Puisque la titularisation augmente la productivité, le manager devrait essayer de maximiser les titularisations des individus au sein de son équipe. Il doit également faire attention aux expériences des individus qui peuvent avoir un effet négatif sur la productivité au cours du temps. Afin d’éviter cela, les managers d’équipe pourraient essayer de faire augmenter de manière croissante l’expérience de son équipe afin de ne pas faire stagner la productivité. 
Ils vont devoir motiver leur équipe du début à la fin et ne pas les lâcher afin que tout le monde donne le meilleur de soi, et ne baisse pas les bras en cas d’échec. Tout cela passe par le suivi et la validation du manager sur les avancées des projets et des objectifs. Il ne va pas falloir être toujours derrière leur équipe, il faut laisser de l’autonomie tout en les aidant à la prise de décision.  Ceci permet aux individus de mieux gérer leur temps de travail afin d’être plus productifs. Pour finir, la manager d’équipe va devoir faire le lien entre son équipe et les autres entités de l’entreprise afin d’assurer la maximisation du profit de l’entreprise.

## Les étapes de développement d'une équipe
Selon Bruce W. Tuckman, célèbre psychologue américain spécialisé dans les dynamiques de groupe, on trouve 4 étapes majeurs dans le développement d’une équipe : 

### La constitution/ forming
C’est la première étape qui correspond en la constitution d’une équipe réalisée par le manager qui a le rôle de coordinateur, mais aussi de leader et de guide pour les membres du groupe. 
Les membres se découvrent et apprennent à se connaître. Chacun s'informe de ses propres rôles et missions au sein du groupe ainsi créé et de ceux de ses camarades. Le groupe n'est pas encore lié. Chacun joue sa propre carte. 
Les principaux questionnements tournent autour de qui est qui et qui fait quoi. Les personnalités se dévoilent. Les affinités se mettent en place. 
La réussite de cette phase repose sur la capacité des différentes personnalités à travailler ensemble efficacement dans un seul et même objectif clairement défini, leurs expériences d'équipe passées ainsi que de la posture de leur leader.
Cette étape peut également exister lorsqu'un nouveau membre vient se greffer sur une équipe déjà établie depuis longtemps. Notamment, lorsqu'il s'agit d'un nouveau manager ou bien d'une forte personnalité.
Ici, le manager va avoir pour rôle d’instaurer un climat de confiance et d’écoute, il va aider à ce que les membres du groupe échangent entre eux. Dans un deuxième temps, il va définir quels sont les rôles et les responsabilités de chacun de manière qu’il n’y ait aucune ambiguïté. Il va ensuite énoncer les objectifs qu’il faut atteindre. Enfin, le manager peut aussi avoir pour mission la gestion des changements.

### Storming/ les turbulences
Il s’agit ici d’une phase d’expérimentation, d’exploration. En effet, chacun des membres de l’équipe va se positionner de différentes façons au sein du groupe. Le storming est une phase ou les membres de l'équipe apprennent à se connaître et à travailler ensemble. C’est pourquoi, c’est une phase où des conflits peuvent apparaître notamment dans le cas où l’un des collaborateurs n’accepte pas la manière de travailler ou l’organisation d’un de ses collègues. C’est à cette phase-là, que les personnalités des différents collaborateurs s’affirment et peuvent se heurter notamment dû à des incompréhensions et des incompatibilités.
Selon Bruce W. Tuckman, la phase du storming est une phase peu efficace en termes de productivité. De plus, le groupe peut exploser dans le cas où il ne serait pas encadré.
C’est pourquoi le manager à un rôle très important lors de cette phase. En effet, il va être le médiateur ainsi que le coach de cette équipe, il va encourager les dialogues constructifs et gérer les tensions dans le cas où il y en aurait. C’est aussi durant cette phase que le manager va affirmer son leadership en rappelant les enjeux en cours, en redonnant du sens aux différentes missions des collaborateurs et finalement en motivant l’équipe.

### Norming/ la normalisation
C’est une phase caractérisée par la prise de marque des collaborateurs. En effet, ceux-ci savent ce qu’ils ont à faire et comment le faire. En ce qui concerne les relations de travail avec les autres collaborateurs, celles-ci se sont mises en place de manière naturelle ou via l’intervention du manager. Ainsi, des règles de fonctionnement se sont établies et que chacun des collaborateurs se doit de respecter. Ces règles permettent d’avoir de bonnes relations de travail, donc par la même occasion de bonnes conditions de travail. 
Dans cette phase, les collaborateurs se font davantage confiance et ont appris à gérer les conflits et les tensions qui peuvent apparaître.
La normalisation est une phase dans laquelle est satisfait un des besoins importants selon Maslow qui correspond au besoin d’appartenance. Le collaborateur se verra plus efficace dans le cas où il se sentirait intégré dans l’équipe.
Finalement, dans cette phase, l’efficacité du groupe devient plus importante et c’est une phase durant laquelle les collaborateurs raisonnent en tant que groupe ainsi l’intelligence collective prend de l’ampleur.
Le rôle du manager va être ici d’organiser des réunions afin de contrôler l’avancée des travaux et de faire un point sur les objectifs qu’il reste à atteindre. Le manager va aussi se montrer moins présent pour les collaborateurs dans le but qu’ils développent leur autonomie, leurs prises de décision et enfin leurs responsabilités. Le manager doit s’assurer que la communication dans son équipe continue d’être fluide. Enfin le manager aura pour rôle de reconnaître et de récompenser le travail effectué par son équipe de manière à maintenir d’une part la cohésion du groupe, mais aussi la motivation de celui-ci.

### Performing/ La performance
Dans cette phase, l’équipe est constituée et sait comment travailler ensemble. Les liens sont dorénavant renforcés et solides. Les collaborateurs travaillent en tant qu’équipe et fonctionnent main dans la main pour atteindre les objectifs fixés. C’est une équipe où la confiance, le respect et la coopération règnent ce qui permet une meilleure efficacité ainsi que de maximiser la productivité. Le rôle du manager ici est très limité. En effet, le groupe est capable de résoudre ses problèmes indépendamment du manager. La communication se fait également sans l’aide du manager étant devenue plus fluide et pertinente. Le manager qui avait pour rôle de motiver son équipe va avoir dans cette phase pour seule mission le maintien d’une bonne dynamique de groupe

## Les conséquences sur le groupe d’un mauvais management
Dans une équipe, l’un des problèmes majeurs correspond à la non-intégration d’un individu. C’est un phénomène qui survient notamment lorsque cet individu est étranger au groupe, qu’il est nouveau ou alors lorsqu’il va être considéré comme déviant dû à une non-conformité aux normes. Face à ce problème, l’individu peut être rejeté ou alors il peut faire changer le groupe via la formation de coalition. Ce problème peut être résolu par l’action d’un manager qui va faciliter l’intégration de cet employé qu’il soit nouveau ou non-conforme aux normes. Dans le cas où le manager ne fait rien, cela peut conduire à de la dépression ou la démission de cet employé. 